# Distretto di Zùùnbùrėn
Il distretto di Zùùnbùrėn è uno dei sedici distretti (sum) in cui è suddivisa la provincia del Sėlėngė, in Mongolia. Conta una popolazione di 2.468 abitanti (censimento 2008). 